# 蘇凌峰
蘇凌峰（英語：Stanley So，1945年1月10日—）為加拿大多元文化電視台（OMNI）的前任粵語全國新聞主播及高級編輯。移民加拿大前為香港無綫電視著名新聞主播，為香港電視觀眾熟悉。

## 生平
蘇凌峰本名蘇子明，兩歲時隨家人從廣州遷居香港。其父是殷商蘇祖健，蘇凌峰是長子。他早年在香港仔成長，就讀涌尾香港仔官立小學。從柏立基教育學院（今香港教育大學，教育學院前身）畢業後，曾分別在元朗鄉村學校及九龍的小學夜校和港島南區的廣悅堂魯班學校任教，其學生包括有「臺灣國民歌王」之稱的周華健、漫畫家黎達榮、商業電台名主持阮小儀、演員韋家雄和電影製片人韋家輝兄弟。1973年3月31日，仍為政府津貼學校教師的蘇凌峰與洋行秘書劉婉薇在大會堂婚姻註冊處結婚，並在皇后大道中京華酒樓設宴，有官紳名流及教育界人士出席，婚後往台灣度蜜月。
為了鍛煉口才，他報讀了香港商業電台開辦的廣播訓練班，培訓完畢後獲佳藝電視邀請試鏡，並獲聘為兼職電視新聞主播，後再成為佳藝電視的全職新聞主播及記者。佳藝電視倒閉後，他在1978年9月轉職無綫電視新聞部，於1980年代時經常主持無綫的星期一至五《六點半新聞報道》常任主播，也是 六點半新聞報道首位專業新聞主播，從他起取代一直沿用的每日由每位不同藝員兼任方式。穩重親民的專業形象深入民心，深受觀眾歡迎，甚具星級魅力，因而同僚戲稱「明星蘇」或「蘇星」（名字諧音：蘇軾）；80年代與袁志偉、葉雅媛等被視為無綫新聞的台柱，風采一時無兩。蘇凌峰除了主播，亦曾拍檔李汶靜主持星期二檔案多年。其後的星期X檔案轉由阮小清旁述。
蘇凌峰於1990年6月28日最後一次於無綫電視播報新聞，於當日後星期一至五六點半新聞報道常任主播由袁志偉接任。並於該節新聞結束前，史無前例破格在螢光幕前10秒向全港觀眾道別（及後，已知已故體育主播伍晃榮，以及前常規主播李臻、方健儀、林燕玲、周嘉儀、梁凱寧、張文采及王俊彥有此禮遇）。香港中文大學一份學生刊物《大學線月刊》1995年一次電話民意調查中，蘇凌峰在離職5年後仍然穩佔最受歡迎新聞報導員三甲位置。
他於1990年7月移民到多倫多，同年9月成為加拿大中文電視的新聞主播。1993年他離開中文電視，轉至北美影城製作公司擔任節目制作。加拿大中文電視於1993年改組成新時代電視後，他於1995年加入該台，出任其多倫多支部的新聞主播及總監。1998年他轉到多倫多CFMT電視台（於2002年改稱OMNI）擔任粵語新聞主播、高級編輯和公共事務科主任。曾經監製及主持近60集人物專訪《真情對話》，廣獲坊間好評。蘇凌峰以其新聞敏銳觸覺，捕捉社會各式人物的精采生命和背後故事，專訪人物包括現為香港大學校長的徐立之等。此外蘇凌峰間中主持多元二台紀錄片節目，亦為CBC節目《加拿大：人民的歷史》編輯粵語稿件及旁述。隨著OMNI於2011年增設全國新聞報道，蘇凌峰亦獲任為該台的粵語全國新聞主播。
2004年獲加拿大研商學社頒發「最佳電視新聞主播」一獎，肯定蘇凌峰多年於新聞傳媒界的專業及貢獻。
2006年，在無綫電視《友緣相聚》節目中，主持沈殿霞到訪多倫多，與蘇凌峰暢談生活及現時新聞報導的處理手法。另外，2007年，在無綫電視為慶祝其啟播40週年而製作的特備節目《新聞話事·人》中，主持伍晃榮專訪回港省親的蘇凌峰，分享無綫時代點滴及新聞之事。
2012年7月26日，蘇凌峰在新聞報導的尾聲時宣布離開OMNI電視台，並感謝觀眾36年來的愛戴、支持、勉勵和督促。他接受報章訪問時稱會考慮日後會轉去學院教授傳理知識。及後，他曾經在當地電台節目及宗教相關媒體分享其信仰經歷。
2019年3月，他在無綫電視《長命百二歲II》節目的最後一集再次接受訪問，並在聚會上提攜後輩記者黃曉瑩及李曉欣「接棒」；兩個月後，他再接受支聯會的訪問，講述對六四事件的說法（而他在1989年時有份跟進並報導六四相關新聞）。

## 個人生活
蘇凌峰十分關心加國本地華裔青年成長，現擔任服務華裔青年機構Across U-hub董事會副主席。
蘇凌峰與夫人劉婉薇結婚30多年，育有兩名女兒。

## 主持節目
- 1976年-1978年：新聞精華（佳藝電視）
- 1978年-1990年：六點半新聞報道（無線電視）
- 1978年-1990年：最後新聞（無線電視）
- 1984年-1987年：一週動向（無線電視）
- 1987年-1990年：星期二檔案（無綫電視）
- 1990年-1993年：粵語新聞（加拿大中文電視）
- 1995年-1998年：安大略省粵語新聞（新時代電視）
- 1998年-2012年：OMNI News粵語新聞（OMNI）
- 2002年-2003年：真情對話（OMNI）

## 外部連結
- OMNI.2主播資料
- 中文大學《大學線》1995年最受歡迎新聞報導員民意調查（页面存档备份，存于）
- 2004年研科學社專業精神獎新聞稿（页面存档备份，存于）
- 2006年12月 《友緣相聚》（页面存档备份，存于）